# 於安パーク
於安パーク（おやすパーク）は、徳島県美馬郡つるぎ町にある公園である。とくしま88景に選定。

## 概要
1996年（平成8年）4月に開園し、春には、ソメイヨシノ・エドヒガンなど1000本の桜が見ごろになり、3月下旬から4月上旬まで、花見の名所としても知られている。また、さまざまな遊具や施設が揃い、町内外から家族連れなどが駆け付ける。
また、隣接地には、安全祈願で知られている於安御前があり、妊婦や、赤ちゃんを抱いた母親たちがお礼参りで賑わう。昔から、縁起の良い場所である。

## 祭事・催事
- 桜フェスティバル（毎年4月上旬開催）

## 施設
- わんぱくの丘
- なかよし広場

## アクセス
- 徳島市から国道192号・徳島県道257号蔭名小野線を経て、1時間半。
- 徳島自動車道美馬インターチェンジだと1時間。
- JR池田線半田駅からタクシーで約5分。